# Літературний Чернігів
«Літерату́рний Черні́гів» — літературно-мистецький журнал, заснований літературною спілкою «Чернігів»  у серпні 1992.
Ентузіастами, які створили журнал, були Михась Ткач, Владислав Савенок, Володимир Сапон, Ростислав Мусієнко, Петро Антоненко, Володимир Шкварчук, Василь Струтинський.
До листопада 1993 мав назву «Чернігів». Головний редактор — Михась Ткач, відповідальний секретар — Владислав Савенок.
У 1992 за ініціативи Михася Ткача журнал спільно з літературною спілкою «Чернігів» заснували літературно-мистецьку премію імені Леоніда Глібова. Цю відзнаку присуджують щороку в день народження видатного українського письменника Леоніда Глібова 5 березня.

## Зміст Часопису
В журналі друкуються твори відомих письменників, літературознавців як з України, так із-за кордону. Зокрема, Юрій Мушкетик, Михайло Сидоржевський, Михайло Слабошпицький, Віктор Баранов, Петро Сорока, Володимир Кузьменко, Надія Кузьменко, Михась Ткач, Микола Ткач, Дмитро Іванов, Євген Баран, Олена Конечна, Ігор Качуровський, Олександр Астаф'єв, Микола Холодний, Володимир Дрозд, Роман Іваничук, Сергій Ткаченко, Анатолій Дімаров, Леонід Горлач, Оксана Гарачковська, Анатолій Дністровий, Галина Гордасевич, Ганна Арсенич-Баран, Сергій Дзюба, Олександр Забарний, Григорій Самойленко, Владислав Савенок, Василь Струтинський, Станіслав Реп'ях, Володимир Шкварчук, Сергій Павленко, Ростислав Мусієнко, Володимир Сапон, Петро Антоненко.
Журнал має такі рубрики: «Поезія і проза», «Публіцистика», «Літературознавство», «Історія», «Краєзнавство», «Мистецтво», «Сторінка для дітей», «Рецензії», «Ювілеї», «Гумор», «Історія», «Релігія», «Наше місто» та інші.
Вміщує твори молодих літераторів Чернігівщини (зокрема, Станіслав Новицький, Аліна Шевченко та інші).
У журналі було вперше надруковано слова популярної в Україні пісні «Я козачка твоя» (слова місцевої поетеси Надії Галковської).

## Поcилання
- ПОКАЖЧИК ЗМІСТУ ЧАСОПИСУ «ЛІТЕРАТУРНИЙ ЧЕРНІГІВ» ЗА 1992 – 2011 РОКИ. Архів оригіналу (PDF) за 19 квітня 2015. Процитовано 19 квітня 2015.
- Cуботня тема дня (17.11.2018). Майстер слова та пензля і батько «Літературного Чернігова»
- У Чернігові нагородили лауреатів премії імені Леоніда Глібова. Відео
- Новий випуск журналу «Літературний Чернігів» уже в читача
- Літературний Чернігів. 2018 рік. Видання: 1/81
- Нове число журналу «Літературний Чернігів»
- Чим потішить новий «Літературний Чернігів»